# Association sportive Capricorne
L'Association sportive la Capricorne est un club de football de l'île de La Réunion fondé en 1965 et basé à la Ravine des Cabris.
Fondée en 1965 sous le nom de Société Sportive La Capricorne (couleurs rouge et blanc), le club de la Ravine des Cabris ne débute en championnat qu'en 1971, atteignant l'élite en 1984. La SSC devient AS Capricorne en 2010.

## Titres et trophées
- Régional 2
  - Champion : 1983, 1991, 1997 et 1999

## Structure du club
Le club est affilié auprès de la Fédération française de football au numéro 524719.

## Personnalités du club
En 2016, le président est un ancien joueur du club, Jean-Réné Rangama.
Le Belge Patrick Aussems entraîne la SSC en 1999-2000.
L'international réunionnais Willy Visnelda passe au club en 1999-2000. Puis, l'international mauritanien Robert Rateau (en) y joue de 2001 à 2004. Sylvio Joseph joue au SSC en 2001-2002. Le A camerounais Marcel Mahouvé fait un pige en 2007. Un second A mauritien est à l'ASC en 2010-2011 : Jerry Louis. L'international mauricien Wesley Marquette y évolue en 2010. Damien Plessis vient jour au club en 2018, il est rejoint par l'international réunionnais Quentin Boesso l'année suivante..
Dominique Veilex est nommé entraîneur en juillet 2020.